# Fatih Bin Faradżallah
Fatih Bin Faradżallah (arab. فاتح بن فرج الله; ur. 15 kwietnia 2001) – algierski zapaśnik walczący w stylu wolnym. Dwukrotny olimpijczyk. Zajął jedenaste miejsce w Tokio 2020 w kategorii 86 kg i czternaste w Paryżu 2024 w tej samej wadze.
Srebrny medalista igrzysk afrykańskich w 2019 i piąty w 2023. Drugi na igrzyskach panarabskich w 2023. Mistrz Afryki w 2022 i 2023; drugi w 2019 i trzeci w 2020. Mistrz arabski w 2024 i drugi w 2023. Piąty na igrzyskach śródziemnomorskich w 2022. Brązowy medalista MŚ wojskowych w 2025. Drugi na igrzyskach olimpijskich młodzieży w 2018 roku.